# Kreml tulski
Kreml tulski (ros. Тульский кремль) – kreml założony w pierwszej połowie XVI w. w Tule przez wielkiego księcia moskiewskiego Wasyla III, obecnie zabytek i muzeum.

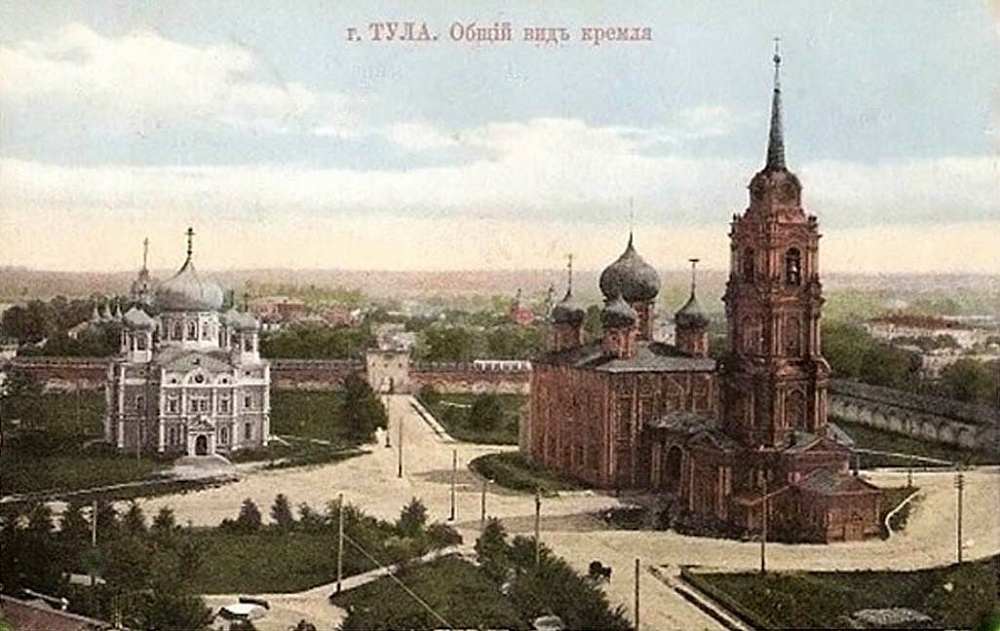
Pocztówka z roku 1912 przedstawiająca tulski kreml

Powstał na rozkaz księcia Wasyla III w okresie 1507–1520 w pobliżu ówczesnej południowej granicy księstwa moskiewskiego, celem obrony przed najazdami tatarskimi. Zbudowany nad rzeką Upą obejmuje prostokątny obszar o powierzchni 6 ha, otoczony kamienno-ceglanym murem obronnym łącznej długości 1 km, o pierwotnej wysokości prawie 11 m i szerokości do 4 m. W murze jest dziewięć baszt. Na terenie kremla zachowały się sobór Zaśnięcia Matki Bożej wzniesiony w latach 1762–1764, mający wewnątrz cenny zespół fresków, młodszy sobór Objawienia Pańskiego z okresu 1855–1866 i sukiennice z 1837–1841 r. Nie zachowała się natomiast wielka, mierząca 70 m wysokości, dzwonnica soboru Zaśnięcia MB. z lat 70. XVIII w, zniszczona w 1937 r. Odbudowano ją od podstaw w 2015 r. odtwarzając oryginalny wygląd i wielkość. W obrębie kompleksu kremla otwarto w 2012 r. muzeum sztuki ludowej.

## Źródła
- Oficjalna strona muzeum kremla w Tule